# Tijd (geologie)
Een tijd of tijdsnede (Engels: age) is in de geochronologie een onderverdeling van de geologische tijdschaal. Een tijdsnede is een onderverdeling van een tijdvak. In Nederland wordt de term age soms niet vertaald maar in de praktijk ook maar zelden gebruikt. Vaak worden in plaats daarvan het begrip etage gebruikt. Hoewel een tijd een tijdsaanduiding is en een etage een chronostratigrafische term (een bepaalde gesteentelaag), is dit onderscheid in de praktijk weinig relevant, omdat de tijd wordt gedefinieerd als de periode waarin de bijbehorende etage is afgezet.

## Internationale geologische tijdschaal
Tijdsnedes zijn een fijne indeling van tijd. De bijbehorende etages zijn vaak regionale aanduidingen, waartussen correlaties niet altijd gemakkelijk zijn. Zo heeft de etage Autunien die in Frankrijk gedefinieerd is, ongeveer dezelfde ouderdom als de in Rusland gedefinieerde etage Asselien. De ouderdom van de twee hoeft niet per se helemaal gelijk te zijn.
De International Commission on Stratigraphy (ICS) is bezig voor elke tijdsnede een internationale naam vast te leggen, dit is altijd een van de regionale etage-namen. Als een keuze gemaakt is blijven de namen uit andere regio's overigens gewoon gebruikt worden voor de regionale stratigrafie.

## Kwartaire stratigrafie
In de (klassieke) Kwartaire stratigrafie worden in plaats van de term tijd/age internationaal meestal de (chronostratigrafische) termen glaciaal, interglaciaal, stadiaal en interstadiaal gebruikt (als zelfstandig naamwoord dus). Daarbij is een periode met een koud klimaat een glaciaal of stadiaal en een periode met een warm klimaat een interglaciaal of interstadiaal. De termen interstadiaal en stadiaal lijken iets in onbruik te raken. In de Verenigde Staten worden de termen glaciation en interglaciation gebruikt, niet geheel uitwisselbaar met de Europese want bij '(inter)glaciaal' wordt de periode bedoeld, terwijl de Amerikaanse termen betrekking hebben op de gebeurtenis (glaciation = "vergletsjering"). De Engelsen hebben daarnaast weer de gewoonte om (inter)glaciaal bijvoeglijk te gebruiken: 'interglacial stage' en 'glacial stage'.